# Георгієвське сільське поселення (район імені Лазо)
Гео́ргієвське сільське поселення (рос. Георгиевское сельское поселение) — сільське поселення у складі району імені Лазо Хабаровського краю Росії.
Адміністративний центр — село Георгієвка.

## Населення
Населення сільського поселення становить 2481 осіб (2019; 2730 у 2010, 2753 у 2002).

## Склад
До складу сільського поселення входять:
| Населений пункт       | Населення, осіб (2002) | Населення, осіб (2010) |
| --------------------- | ---------------------- | ---------------------- |
| Георгієвка, село      | 1457                   | 1431                   |
| Єкатеринославка, село | 766                    | 856                    |
| Павленково, село      | 530                    | 443                    |